# Mitrovac (żupania osijecko-barańska)
Mitrovac – wieś w Chorwacji, w żupanii osijecko-barańskiej, w gminie Čeminac. W 2011 roku liczyła 20 mieszkańców.